# Lazar Mamula
Lazar Mamula, avstrijski general, * 22. maj 1795, † 12. januar 1878. 
Po njem je poimenovan otoček Mamula pri vhodu v Boka Kotorsko.